# Jez Butterworth
Jeremy Butterworth, känd som Jez Butterworth, född i mars 1969 i London, är en brittisk dramatiker, manusförfattare och filmregissör.

## Biografi
Jez Butterworth studerade engelska på St John's College vid University of Cambridge. Som dramatiker debuterade han 1991 med adaptionen Cooking in a Bedsitter som han skrev tillsammans med sin bror Tom Butterworth och som framfördes på Edinburgh Festival Fringe. Hans första egna pjäs var Mojo som hade urpremiär på Royal Court Theatre i London 1995. Den blev också hans genombrott som dramatiker. Efter pjäsen The winterling 1996 gick han över till att arbeta med film som manusförfattare och regissör. Som manusförfattare har han samarbetat med sin bröder Tom och John-Henry Butterworth. 2002 gjorde han comeback som dramatiker med The Night Heron som också uppfördes på Royal Court Theatre. 2009 tilldelades hans pjäs Jerusalem både Evening Standard Theatre Awards för bästa pjäs och Critics' Circle Theatre Award för bästa nya pjäs. Jerusalem uppfördes även i San Francisco och  på Broadway i New York liksom även The River från 2012. Jerusalem nominerades också till Tony Award för bästa talteater. 2011 tilldelades han tillsammans med brodern John-Henry Paul Selvin Award som delas ut av Writers Guild of America, West för bästa manus för filmen Fair Game regisserad av Doug Liman.
Hans dramatik räknas till den riktning som i Storbritannien sedan 1990-talet går under namnet in-yer-face-theatre med portalnamn som Sarah Kane och Mark Ravenhill. Jez Butterworth har berättat att hans främsta inspiration är Harold Pinter som även hade en roll i filmatiseringen av Mojo.

## Uppsättningar i Sverige
- 1996 Mo:jo (Mojo), Teater Galeasen, översättning Einar Heckscher, regi Rickard Günther, med bl.a. Jens Hultén
- 2008 Övervintrare (The Winterling), Stockholms stadsteater, översättning Anders Duus, regi Carl Kjellgren, med bl.a. Göran Ragnerstam & Shebly Niavarani

## Filmografi (regi)
- 1997 Mojo
- 2001 Birthday Girl